# Santiago Moreno
Santiago Moreno (Cali, 21 aprile 2000) è un calciatore colombiano, attaccante della Fluminense.

## Caratteristiche tecniche
È un'ala destra.

## Carriera
Cresciuto nel settore giovanile dell'América de Cali, ha esordito in prima squadra il 13 marzo 2019 in occasione dell'incontro di Copa Colombia vinto 2-0 contro il Deportivo Pasto. Il 10 ottobre seguente ha segnato la sua prima rete in carriera fissando il punteggio sul 2-0 contro l'Unión Magdalena nei minuti di recupero del secondo tempo.
Il 17 settembre 2020 ha debuttato in Coppa Libertadores segnando una rete nella sfida della fase a gironi persa 4-3 contro l'Internacional.

## Statistiche
Statistiche aggiornate al 23 ottobre 2020.

### Presenze e reti nei club
| Stagione        | Squadra         | Campionato      | Campionato | Campionato | Coppe nazionali | Coppe nazionali | Coppe nazionali | Coppe continentali | Coppe continentali | Coppe continentali | Altre coppe | Altre coppe | Altre coppe | Totale | Totale | Totale |
| Stagione        | Squadra         | Comp            | Pres       | Reti       | Comp            | Pres            | Reti            | Comp               | Pres               | Reti               | Comp        | Pres        | Reti        | Pres   | Reti   |        |
| --------------- | --------------- | --------------- | ---------- | ---------- | --------------- | --------------- | --------------- | ------------------ | ------------------ | ------------------ | ----------- | ----------- | ----------- | ------ | ------ | ------ |
| 2020            | América de Cali | A               | 5          | 1          | CC              | 1               | 0               |                    | -                  | -                  |             | -           | -           | 6      | 1      |        |
| 2020            | América de Cali | A               | 10         | 1          | CC              | 0               | 0               | CL                 | 4                  | 1                  | SC          | 2           | 0           | 16     | 2      |        |
| Totale carriera | Totale carriera | Totale carriera | 15         | 2          |                 | 1               | 0               |                    | 4                  | 1                  |             | 2           | 0           | 22     | 3      |        |

### Cronologia presenze e reti in nazionale
| Cronologia completa delle presenze e delle reti in nazionale ― Colombia | Cronologia completa delle presenze e delle reti in nazionale ― Colombia | Cronologia completa delle presenze e delle reti in nazionale ― Colombia | Cronologia completa delle presenze e delle reti in nazionale ― Colombia | Cronologia completa delle presenze e delle reti in nazionale ― Colombia | Cronologia completa delle presenze e delle reti in nazionale ― Colombia | Cronologia completa delle presenze e delle reti in nazionale ― Colombia | Cronologia completa delle presenze e delle reti in nazionale ― Colombia |
| Data                                                                    | Città                                                                   | In casa                                                                 | Risultato                                                               | Ospiti                                                                  | Competizione                                                            | Reti                                                                    | Note                                                                    |
| ----------------------------------------------------------------------- | ----------------------------------------------------------------------- | ----------------------------------------------------------------------- | ----------------------------------------------------------------------- | ----------------------------------------------------------------------- | ----------------------------------------------------------------------- | ----------------------------------------------------------------------- | ----------------------------------------------------------------------- |
| 20-11-2022                                                              | Fort Lauderdale                                                         | Colombia                                                                | 2 – 0                                                                   | Paraguay                                                                | Amichevole                                                              | -                                                                       | 88’                                                                     |
| 29-1-2023                                                               | Carson                                                                  | Stati Uniti                                                             | 0 – 0                                                                   | Colombia                                                                | Amichevole                                                              | -                                                                       | 68’                                                                     |
| Totale                                                                  |                                                                         | Presenze                                                                | 2                                                                       |                                                                         | Reti                                                                    | 0                                                                       |                                                                         |

## Palmarès

### Competizioni nazionali
- Campionato colombiano: 2

América de Cali: 2019-II, 2020